# Музей Театра кукол Образцова
Музей ГАЦТК им. С. В Образцова (Музей театра Образцова, с 1937 по 2015 год — Музей театральных кукол) — советский и российский музей, посвященный искусству театра кукол. Был создан в 1937 году по инициативе сообщества кукольников РСФСР и при активном участии С. В. Образцова. С момента своего основания является структурным подразделением ГАЦТК им. С. В. Образцова. С 28 сентября 2020 года включен в Реестр музеев Музейного фонда Министерства культуры Российской Федерации как федеральный театральный музей.

## История
16 сентября 1931 года в Москве при Центральном доме художественного воспитания детей (ЦДХВД) в Мамоновском переулке был организован Центральный государственный театр кукол. Возглавил его Сергей Образцов — молодой и популярный актер МХАТА II, выступавший на эстраде с куклами. После шести лет «бродяжничества», выступлений в клубах, домах культуры и московских дворах то с подводы, запряженной мерином, то с грузовика, в 1937 году театр обретает собственное здание на площади Маяковского (ул. Горького, 32-а), в котором ранее располагался Реалистический театр под управлением Н. П. Охлопкова. В театральном помещении были зрительный зал, мастерские, помещения для репетиций, и, кроме того, — балкон. Но в театре кукол балкон не нужен — ведь находясь там, зритель невольно видит все, что происходит за ширмой, всю, не предназначенную для его глаз «кухню» театрального процесса. В итоге балкон был отделен от зрительного зала перегородкой, и 16 сентября 1937 года там открылась первая выставка театральных кукол. Этот день и считается датой основания Музея ГАЦТК им. С. В. Образцова. Вскоре помещение балкона стало залом основной экспозиции музея, однако через некоторое время музеефикацией оказалось охваченным все пространство театра, и музейные предметы — куклы, макеты, эскизы, фотографии — украсили собой все три театральных фойе. Именно эта, охватившая собой весь театр экспозиция в старом здании на площади Маяковского, первой встречала гостей театра, от мировых знаменитостей, таких как легенда киноэкрана Жерар Филипп, писатель-экзистенциалист Жан-Поль Сартр, шансонье Ив Монтан и его супруга, киноактриса Симона Синьоре, до простых советских и иностранных граждан.
Музей Центрального театра кукол страны задумывался С. В. Образцовым как собрание, отражающее не только художественную жизнь самого театра, но и прошлое и настоящее советского и мирового театра кукол. Об организации именно такого музея ходатайствовало советское кукольное сообщество перед высокими инстанциями в ходе Всероссийской конференции кукольников в 1934 году. «Центральный театр кукол организовал музей, пока еще очень небольшой, но если вы посмотрите хотя бы только этот музей, то вам станет ясно, как сильно связаны куклы со всеми странами мира», — писал Образцов в одной из газет в 1938 году, уже через год после создания музея. Действительно, коллекция музея стремительно пополнялась не только куклами из спектаклей прошлых лет, но и экспонатами со всего света, переданными в дар С. В. Образцову или первому руководителю музея А. Я. Федотову, а также приобретенными театром. Так, уже в 1980 году Образцов писал о музее театра: «Сейчас это один из самых больших в мире музеев театральных кукол и по количеству, и по разнообразию экспонатов. В его витринах выставлено около тысячи кукол из пятидесяти стран мира от античных времен до наших дней».
Первым руководителем музея ГАЦТК стал Андрей Яковлевич Федотов — актер, режиссер, драматург.

## Здание музея
С 1937 по 1970 год Музей ГАЦТК им. С. В. Образцова располагался в помещении Центрального театра кукол на площади Маяковского. Быстро растущей коллекции катастрофически не хватало помещений. Остро стоял вопрос организации хранения. С 1970 года по настоящее время основная экспозиция музея и его фондохранилища располагаются в здании ГАЦТК на Садовой-Самотечной улице.

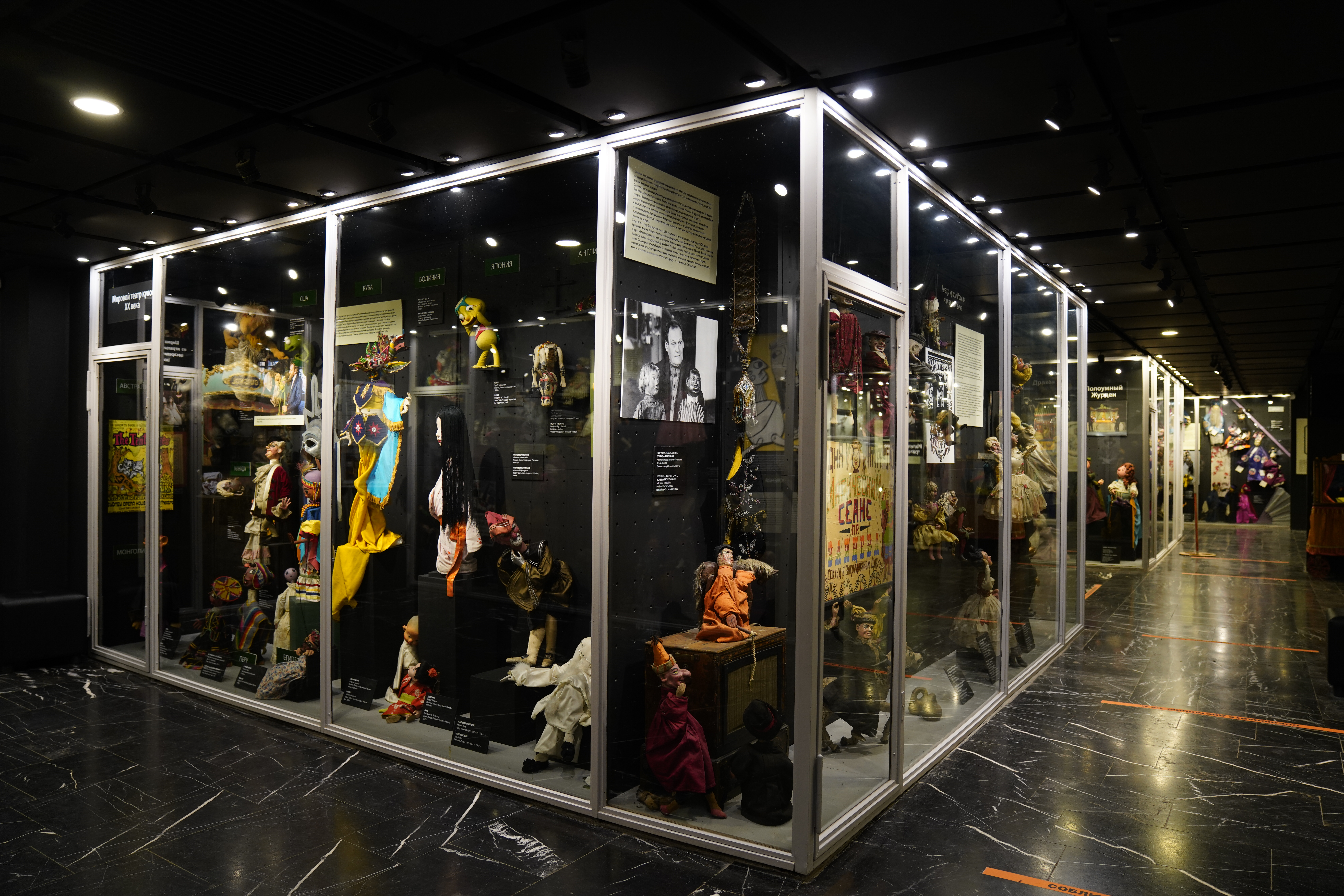
Экспозиция Музея 2022

## Экспозиция

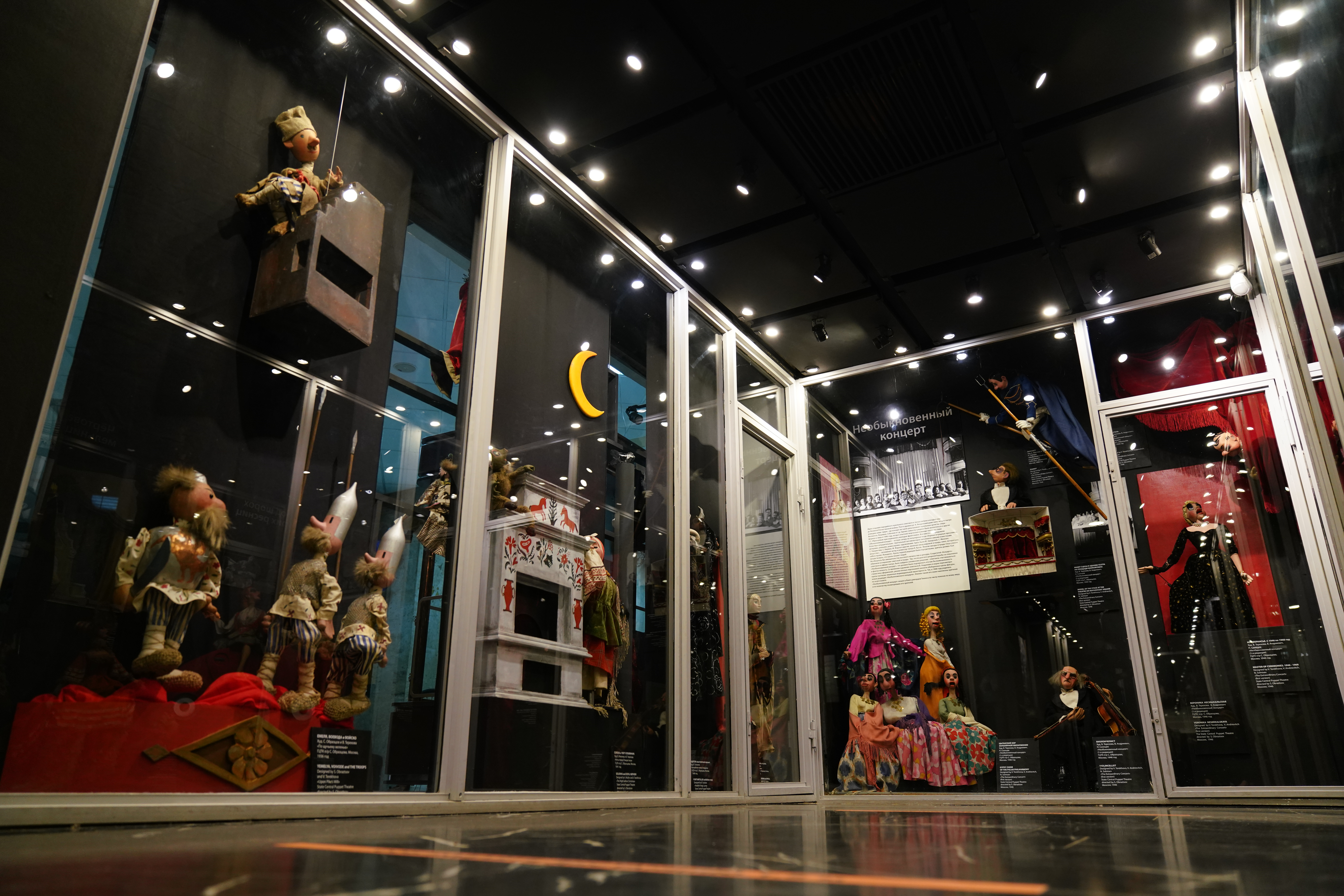
Экспозиция Музея 2022

Первая экспозиция Музея ГЦТК возникла в 1937 году на театральном балконе. Основной ее задачей было представить все богатство и многообразие мирового театра кукол, сделав акцент на советском театре кукол и, в первую очередь, на Центральном театре кукол под руководством С. В. Образцова. Поскольку экспозиционных площадей катастрофически не хватало, а показать хотелось многое, вслед за балконом, музеефикацией были охвачены фойе и вестибюль: по всему периметру были расставлены витрины с куклами, эскизами и макетами, по стенам были развешаны афиши. Перед каждым вечерним спектаклем сотрудники музея проводили обзорные экскурсии для всех желающих. Согласно первому путеводителю по музею 1940 года, составленному основателем и первым руководителем музея А. Я. Федотовым, «Музей театральных кукол имеет следующие основные разделы: 1. Исторический отдел; 2. Театры Советского Союза; 3. Государственный Центральный театр кукол». В первый, «исторический отдел», входило все то, что не вошло в два первых. Тут были куклы, теневые фигуры и маски Востока, европейские братья Петрушки и криппы, дореволюционные куклы балаганного театра народных кукольников П. И. Седова и И. А. Зайцева, куклы первого профессионального советского театра кукол супругов Ивана и Нины Ефимовых. Впоследствии, когда коллекция музея существенно пополнилась, структура экспозиции усложнилась. Так, в редакции путеводителя за 1959 год мы находим уже следующие новые разделы: «Театр масок», «Театр теней», «Театры кукол стран Европы», «Старинные кукольные театры народов СССР», «Работы старых советских мастеров», «Самодеятельный театр кукол».
В 1970 году ГЦТК переехал в новое просторное здание на Садовой-Самотечной. На первом этаже театра специально под новую экспозицию был выделен большой зал, во много раз превосходящий по своему объему старый. Также для нужд музея были приобретены новые просторные витрины со стеклянными стенами, не имевшие ничего общего с узкими деревянными шкафами из старого здания. Новая экспозиция музея была готова к торжественному открытию нового театрального сезона 1970—1971.
В 2015 году руководством театра было принято решение о частичном обновлении экспозиции музея. После проведения базовых ремонтных работ и полной замены освещения, предстояло преступить к пересмотру наполнения витрин. Работа началась в 2015 году с отсека, посвященного творчеству С. В. Образцова. Новшеством стало появление текстовых и графических материалов, сопровождающих каждую витрину и дающих возможность зрителю почерпнуть знания о том или ином разделе экспозиции. Обновление экспозиции завершилось в 2018 году.

## Фонды
Музей Театра Образцова — это обширное собрание самых разных предметов, относящихся к истории мирового театра кукол. Это и театральные куклы, и эскизы, и документы, и фотографии, и киноленты. Чтобы организовать все эти непохожие друг на друга единицы хранения в четкую структуру, в Музее ГАЦТК существует система фондов, то есть подразделов, объединяющих предметы по какому-либо единому признаку.

### Объемный фонд
В музее собран богатейший фонд театральных кукол и атрибутов кукольных представлений более чем из 50 стран мира. Безусловно, наибольшее количество материалов, собранных в музее, отображают жизнь и деятельность ГАЦТК имени С. В. Образцова. Поступления начались с первых лет существования театра и продолжаются до сих пор. В 1938—1939 годах в музей театра были переданы первые куклы идущих спектаклей. Одновременно музей пополнялся куклами из спектаклей, снятых с репертуара. Нередко мастерские театра изготавливали выставочные экземпляры кукол из спектаклей текущего репертуара. Собранная коллекция позволяет отразить историю крупнейшего в мире театра кукол, начиная с постановок 1930-х годов, заканчивая премьерами последних лет.
В объемный фонд также входит собрание макетов, то есть объемных моделей оформления спектаклей, а также костюмы, реквизит и элементы декораций.

### Архивный фонд
Собирание музейной коллекции и превращение ее в музей началось именно с архивного фонда, а вернее, с первых документов о создании ГАЦТК в 1931 году, сведений о его репертуаре, актерском составе, режиссерских разработках. В музее собраны материалы по истории ГАЦТК (пьесы, музыкальные партитуры, газетные и журнальные вырезки, отчеты о гастрольных поездках и т. п.). Отдельным разделом представлены материалы о российских и зарубежных театрах (сведения о времени создания, составе творческого коллектива, репертуаре, участии в фестивалях, гастрольных поездках, буклеты, рецензии на спектакли, афиши, фотографии). Раздел по истории, теории и технике мирового театра кукол состоит из пьес, статей и переводов.
Составной частью фонда является собрание афиш, плакатов и программ спектаклей из театров разных стран мира. Афиши и программы несут в себе массу полезной информации об авторах и исполнителях. Не меньший интерес представляет и их художественное оформление, отражающее идею спектакля.

### Изобразительный фонд
Фонд изобразительных материалов составляют эскизы кукол и декораций, живописные и графические портреты, шаржи и карикатуры, изображения здания театра. Большая часть фонда — это эскизы к спектаклям ГАЦТК с 1931 года до наших дней, работы художников-постановщиков Т. Б. Александровой, Б. Д. Тузлукова, В. Н. Тереховой, В. В. Андриевича, А. А. Спешневой, М. А. Соколовой, С. А. Алимова и других. На основе материалов изобразительного фонда можно проследить сценические решения спектаклей от замысла до воплощения на сцене.

### Фонд фотодокументов
Фонд отражает историю ГАЦТК и театров кукол мира, запечатленную на фотоотпечатках конца XIX- начала XX века, стеклянных негативах 1920-30-х годов, фотопленках и слайдах второй половины XX века и электронных фотоснимках наших дней. Фотографический материал чрезвычайно обширен. Это фотографии спектаклей и репетиций, гастролей и фестивалей, фотопортреты актеров, режиссеров, художников в ролях и жизни, гостей театра. Особое место в фонде занимает фотоархив, посвященный жизни и творчеству С. В. Образцова.

### Фонд киновидеофонодокументов
В фонд входят все кино- и видео- и аудиоматериалы о ГАЦТК и театре кукол мира на различных видео- и аудионосителях, на которых запечатлены события и мероприятия из мира театра кукол (спектакли, фестивали, бенефисы, юбилеи, творческие встречи, интервью), проходившие во второй половине XX — начале XXI века как в ГАЦТК, так и во множестве учреждений культуры и театрах кукол России и мира.

### Фонд декоративно-прикладного искусства
Когда в 1937 году Центральный театр кукол въехал в здание Реалистического театра на площади Маяковского, директором Борисом Бурлаковым было принято решение украсить фойе театра хорошей антикварной мебелью. Эта концепция была поддержана и сохранена Сергеем Образцовым в новом здании ГАЦТК на Садовой-Самотечной. Сохраняется она и сегодня. Антикварная мебель XIX века в стиле русский ампир и чиппендейль, украшающая большое фойе театра и кабинет С. В. Образцова, составляет основу этого фонда.

## Филиал музея — мемориальная квартира С. В. Образцова

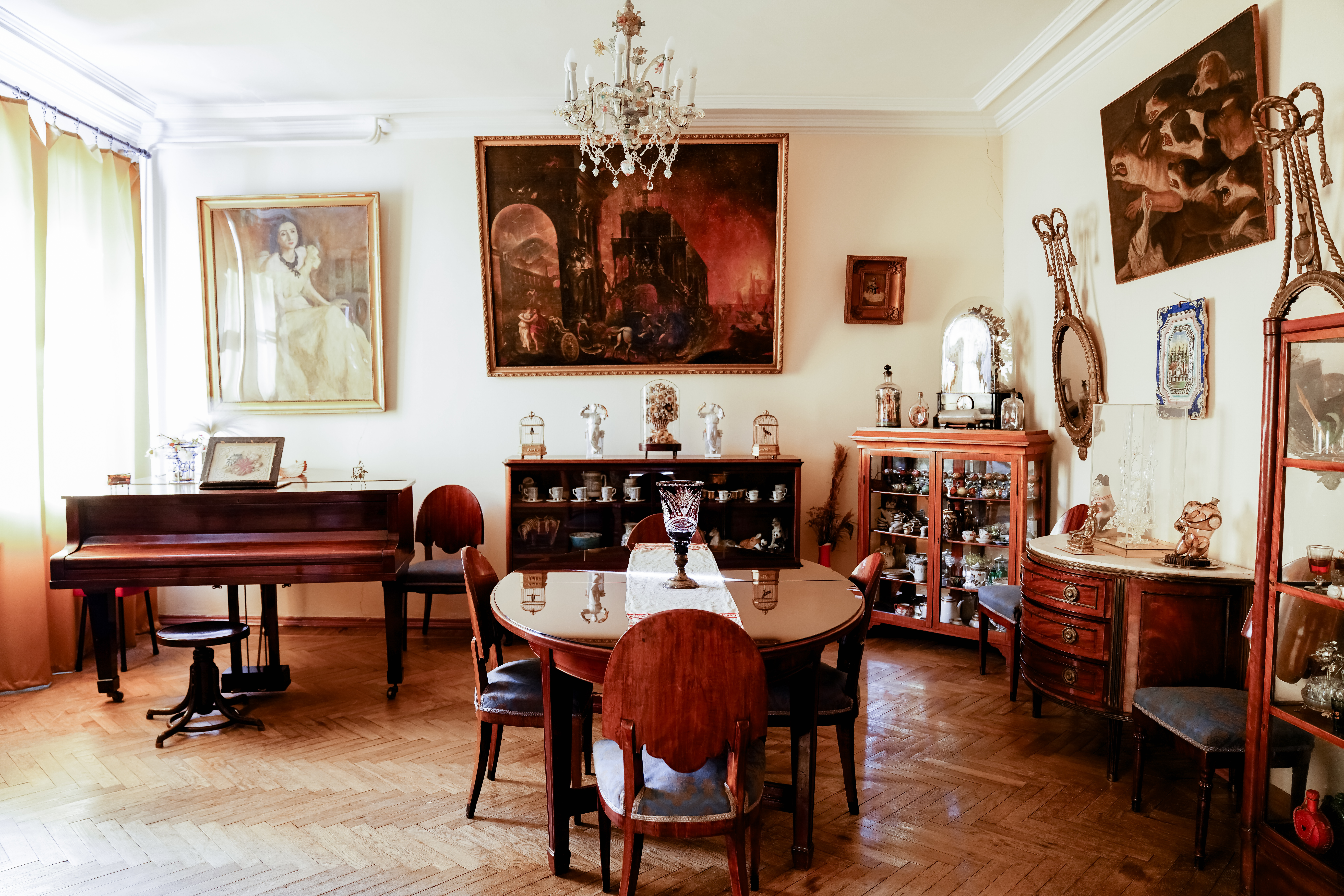
Мемориальная квартира С. В. Образцова

Мемориальная квартира С. В. Образцова была создана по инициативе его детей — Наталии Сергеевны и Алексея Сергеевича Образцовых. Находится она в доме актеров МХАТа на Глинищевском переулке, где жили многие деятели искусства, чьи имена прославили русскую культуру XX века.
В экспозицию мемориальной квартиры входит коллекция старинных предметов и необычных вещей. Среди них механические театры-автоматы XVII—XIX веков и домашняя библиотека, включающая антикварные и современные книги с автографами знаменитостей. В квартире почти целиком сохранена подлинная обстановка.

## Выставочная деятельность

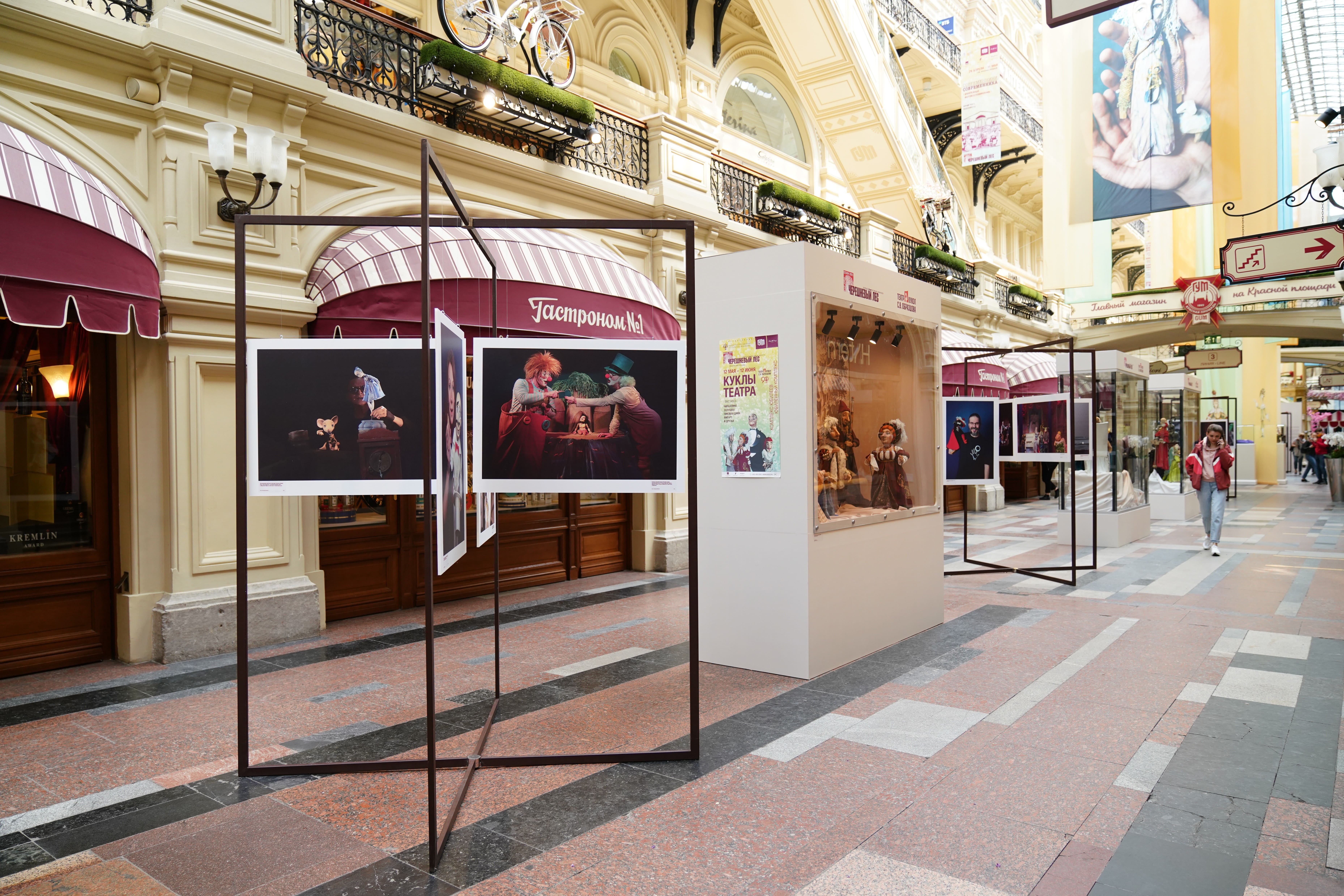
Выставка «Куклы театра». ГУМ, Открытый фестиваль искусств «Черешневый лес». 12 мая 2021 года

Первая выездная выставка, в которой принял участие Музей Театра Образцова, открылась 5 августа 1957 года в Центральном доме актера. Она называлась «Театр кукол СССР» и была приурочена к VI Всемирному фестивалю молодежи и студентов. Организаторами выступили Всероссийское театральное общество и Союз художников. На выставке экспонировались куклы, макеты, эскизы декораций и кукол художников РСФСР и Союзных республик. Позднее музей принял участие еще в семи аналогичных совместных проектах.
11 февраля 1985 года в трех залах Музея декоративно-прикладного искусства и народного творчества открылась масштабная выставка «Театральные куклы», целиком посвященная коллекции Музея ГАЦТК.
В 1990—2000-е началась выставочная деятельность музея за рубежом. Куклы из собрания Музея ГАЦТК увидели десятки стран Европы и Азии. На сегодняшний день Музей ГАЦТК открыл или принял участие более чем в 130 собственных и партнерских выставочных проектах.

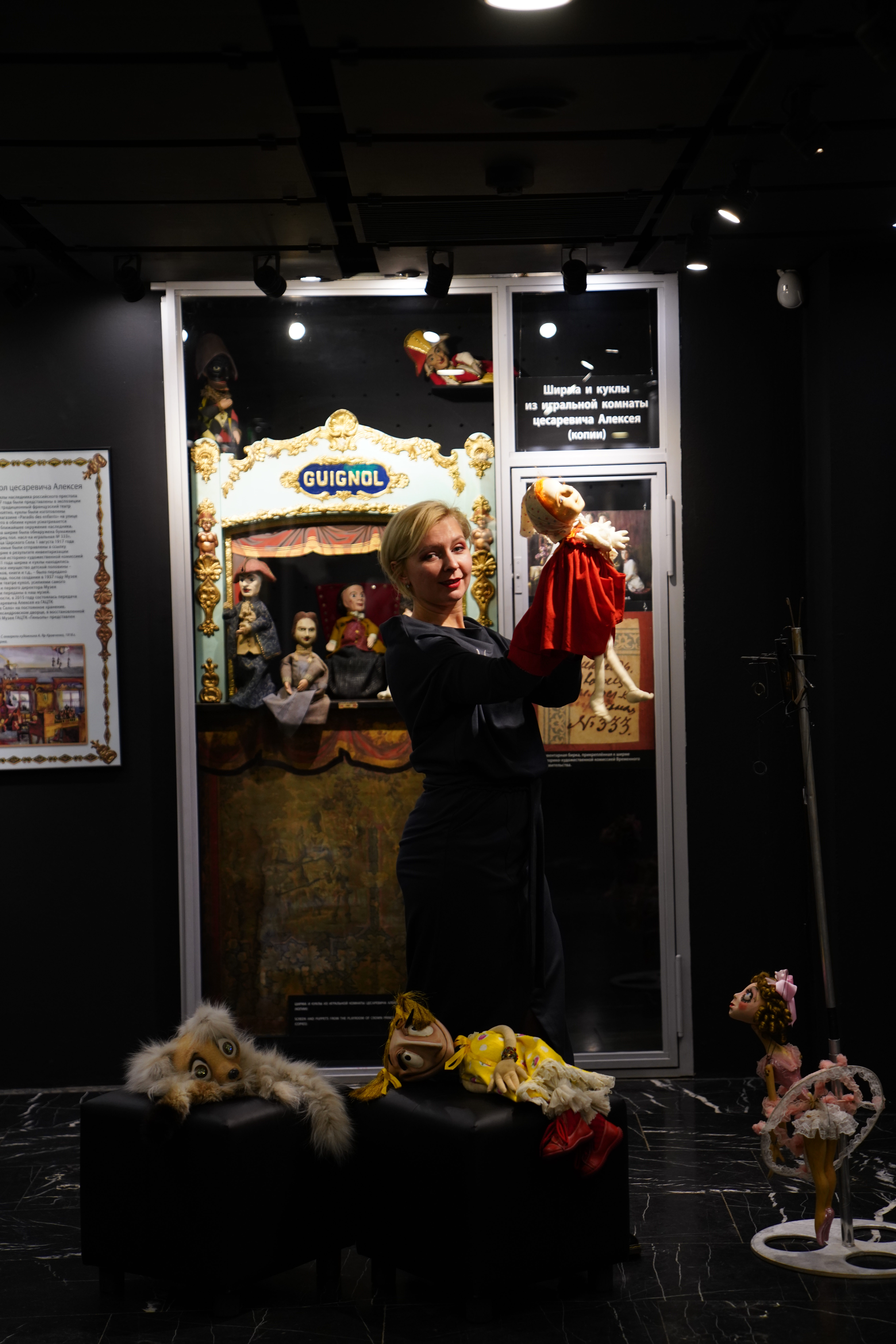
Театрализованная экскурсия

## Экскурсии
Музей ГАЦТК им. С. В. Образцова организует театрализованные, тематические, пешеходные и обзорные экскурсии о экспозиции музея в здании Государственного академического Центрального театра кукол имени С. В. Образцова и по мемориальной квартире С. В. Образцова.